# Tomasz Piesakowski
Tomasz Konstanty Piesakowski, ps. Julian Siedlecki (ur. 9 kwietnia 1922 w Rohoźnicy, zm. 18 marca 2018 w Londynie) – polski historyk, nauczyciel akademicki i wojskowy.

## Biografia
Tomasz Konstanty Piesakowski urodził się w Rohoźnicy w województwie białostockim 9 kwietnia 1922 roku. Po agresji ZSRR na Polskę został aresztowany przez NKWD podczas próby przedostania się na Zachód. Przebywał w więzieniach w Charkowie i Moskwie. Został osadzony w łagrze na Syberii. Po ataku III Rzeszy na ZSRR i układzie Sikorski-Majski w lipcu 1941 został zwolniony i wstąpił do tworzącej się Armii Andersa. Ukończył Szkołę Podchorążych Rezerwy Piechoty. Był dowódcą plutonu moździerzy 17 Lwowskiego Batalionu Strzelców 5 KDP podczas kampanii włoskiej, biorąc udział w walkach o Monte Cassino oraz bitwie o Bolonię. Służbę wojenną ukończył w stopniu porucznika.
Po kampanii włoskiej pozostał na Zachodzie, w Wielkiej Brytanii. Ukończył Szkołę Sztuk Pięknych w Borough Polytechnic Institute (obecnie London South Bank University). W życiu zawodowym pracował w firmach wydawniczych i reklamowych. Podjął studia z historii na Polskim Uniwersytecie na Obczyźnie w Londynie (ang. The Polish University Abroad in London). Obronił pracę doktorską i został wykładowcą swojej Alma Mater. Zasiadał w jej senacie. Należał do Polskiego Towarzystwa Naukowego na Obczyźnie w siedzibą w Londynie, w latach 1990–1997 wchodził w skład zarządu. Publikował na łamach polskojęzycznych periodyków wydawanych przez towarzystwo (Roczniki PTNnO). Prof. Piesakowski był też członkiem Polskiego Towarzystwa Historycznego w Wielkiej Brytanii, Komisji Historycznej PSZ przy Instytucie Polskim i Muzeum im. gen. Sikorskiego, Komisji Historycznej 5. Kresowej Dywizji Piechoty oraz Koła 17. Lwowskiego Batalionu Strzelców.
W latach 1986–1989 Tomasz Piesakowski był członkiem Rady Narodowej RP z ramienia Polskiej Partii Socjalistycznej oraz od 1987 roku podsekretarzem stanu w Ministerstwie Spraw Zagranicznych rządu RP na uchodźstwie.
Przez służbę w BKM „Pogoń” jako instruktor awansował w 1971 roku do stopnia podpułkownika. Zmarł 18 marca 2018 w Londynie. Został pochowany na cmentarzu Gunnersbury.
Prof. Piesakowski opiekował się po wojnie ołtarzykiem polowym 17. Lwowskiego Batalionu Strzelców, który przekazał do Kościoła św. Andrzeja Boboli w Londynie.
Tomasz Piesakowski był katolikiem, był żonaty, miał dzieci.

## Nagrody i odznaczenia
Podpułkownik Tomasz Piesakowski otrzymał następujące odznaczenia:
- Krzyż Oficerski Orderu Odrodzenia Polski
- Krzyż Oficerski Orderu Zasługi RP
- Krzyż Walecznych
- Złoty Krzyż Zasługi (dwukrotnie)
- Medal Wojska
- Krzyż Pamiątkowy Monte Cassino

## Wybrane publikacje
- 1989 – Losy Polaków w ZSRR w latach 1939-1986. Edward Raczyński (przedm.). Wrocław: Agencja Wydawnicza Solidarności Walczącej. OCLC 316611758. (pol.). Brak numerów stron w książce (jako Julian Siedlecki)[a]
- 1990 – The fate of Poles in the USSR, 1939-1989. Anna Mariańska (tłum.). Londyn: Gryf Publications. ISBN 0-901342-24-6. (ang.). Brak numerów stron w książce (wersja angielskojęzyczna Losów Polaków)
- 1995 – Brygadowe Koło Młodych „Pogoń”. W: Mobilizacja uchodźstwa do walki politycznej, 1945–1990. Leonidas Kliszewicz (red.). T. 2. Londyn: Polskie Towarzystwo Naukowe na Obczyźnie, s. 108–153, seria: Materiały do dziejów polskiego uchodźstwa niepodległościowego. ISBN 0-85065-326-6.
- 1999 – Akcja niepodległościowa na terenie międzynarodowym 1945–1990. Tomasz Piesakowski (pod red.). T. 4. Londyn: Polskie Towarzystwo Naukowe na Obczyźnie, seria: Materiały do dziejów polskiego uchodźstwa niepodległościowego 1945–1990. (pol.). Brak numerów stron w książce
- 1999 – Represje sowieckie wobec obywateli polskich w latach 1939–1991 w świetle polskiej historiografii emigracyjnej i źródeł archiwalnych, [w:] Krzysztof Jasiewicz (red.), Europa nieprowincjonalna. Przemiany na ziemiach wschodnich dawnej Rzeczypospolitej (Białoruś, Litwa, Łotwa, Ukraina, wschodnie pogranicze III Rzeczypospolitej Polskiej) w latach 1772–1999, Warszawa • Londyn: Instytut Studiów Politycznych PAN • Oficyna Wydawnicza Rytm • Polonia Aid Foundation Trust, ISBN 83-87893-58-7. Brak numerów stron w książce